# Xylota cuprina
Xylota cuprina är en tvåvingeart som beskrevs av Jacques-Marie-Frangile Bigot 1885. Xylota cuprina ingår i släktet vedblomflugor, och familjen blomflugor. Inga underarter finns listade i Catalogue of Life.